# Sphaerodoropsis nuda
Sphaerodoropsis nuda är en ringmaskart som beskrevs av Ozolinsh 1987. Sphaerodoropsis nuda ingår i släktet Sphaerodoropsis och familjen Sphaerodoridae. Inga underarter finns listade i Catalogue of Life.